# Billie Holiday
Eleanora Fagan Gough, conhecida pelo nome artístico Billie Holiday e também como Lady Day (Filadélfia, 7 de abril de 1915 — Nova Iorque, 17 de julho de 1959) foi uma cantora e compositora estadunidense. É considerada pelos críticos de música como uma das maiores e melhores cantoras de jazz da história, ao lado de grandes nomes do gênero como Ella Fitzgerald, Sarah Vaughan e Dinah Washington.

## Biografia

### Infância
A cantora e compositora nasceu na Filadélfia, Pensilvânia, tendo sido criada em Baltimore, por pais adolescentes. Quando nasceu, seu pai, Clarence Holiday Gough, tinha dezessete anos de idade, e sua mãe, Saddy Fagan, dezenove. Seu pai, guitarrista e banjoista, abandonou a família quando a artista ainda era bebê, seguindo viagem com uma banda de jazz. Sua mãe, também inexperiente, frequentemente a deixava com familiares para poder trabalhar. Abandonada pelo pai, com pouco contato com a mãe, sem irmãos ou amigos, a artista teve uma infância muito difícil, passando necessidades e todo tipo de humilhação e abuso.
Menina afro-americana e pobre, passou por diversos sofrimentos possíveis. Aos dez anos foi violentada sexualmente por seu vizinho, e posteriormente abandonada por seus parentes, sendo internada numa casa de correção para meninas vítimas de abuso. Neste local, sofria agressões físicas e psicológicas. Aos doze anos, fugiu de lá, e passou a morar na rua, pedindo esmolas, e tentava reencontrar a mãe, que havia lhe abandonado, mas ficava em dúvida se ela a aceitaria de volta, e temia reencontrar seus parentes que tanto fizeram-na sofrer. Ela, então, deixou de viver nas ruas ao conseguir um trabalho informal, lavando o chão de um prostíbulo em troca de um local para dormir e uma refeição por dia. Ficou lá por dois anos. Aos catorze anos, foi violentada sexualmente pelo dono do local, e fugiu de lá. Voltou a viver nas ruas, pedindo esmolas, até que tomou coragem e voltou a casa de seus parentes para procurar sua mãe, que ficou feliz de tê-la encontrado, lhe pedindo perdão, descobrindo tudo que houve com ela e se culpando muito. Sua mãe a levou para viver com ela em uma casa alugada, em Nova Iorque. Com o tempo, sua mãe ficou desempregada, e ambas acabaram passando necessidades. Sua mãe adoeceu, e o aluguel da residência atrasou. Sem conseguir nenhum emprego, sendo poucas as esmolas que ganhava, aos catorze anos a artista iniciou-se na prostituição, atividade que exerceu até seus dezoito anos, sem nunca ter revelado isto a ninguém. Aos quinze anos acabou engravidando, sem saber qual era a paternidade da criança, onde revelou que sua mãe a obrigou a fazer um aborto aos três meses de gestação, no banheiro de casa, através da ingestão de medicamentos, o que a fez ter febre, fortes dores e hemorragia por mais de um mês, não tendo procurado um médico, por medo de sofrer represálias ou ser presa. Em entrevistas definiu o aborto feito como agonizante. A vida na prostituição e ter feito um aborto aumentaram muito suas crises de depressão, o que a fez intensificar o uso de álcool e drogas, o que a levou a diversas tentativas de suicídio.

## Carreira
Sua vida como cantora informal começou em 1930. Estando mãe e filha ameaçadas de despejo por falta de pagamento de sua moradia, Billie, seu nome que usava na noite como garota de programa, decide procurar uma outra ocupação menos sofrível, e realizar seu sonho de trabalhar com música. Ela, então, entrou em um bar no Harlem, oferecendo-se como dançarina, mas não agradou o público. Penalizado, o pianista perguntou-lhe se sabia cantar, a então jovem Eleanora disse que não, mas que era seu sonho. Ao cantar para a pequena plateia do estabelecimento, foi aplaudida de pé, e saiu de lá com um emprego fixo, onde cantaria somente aos finais de semana. Embora não fosse isto que esperava, aceitou, e para conseguir mais dinheiro, continuou a trabalhar na noite como profissional do sexo.

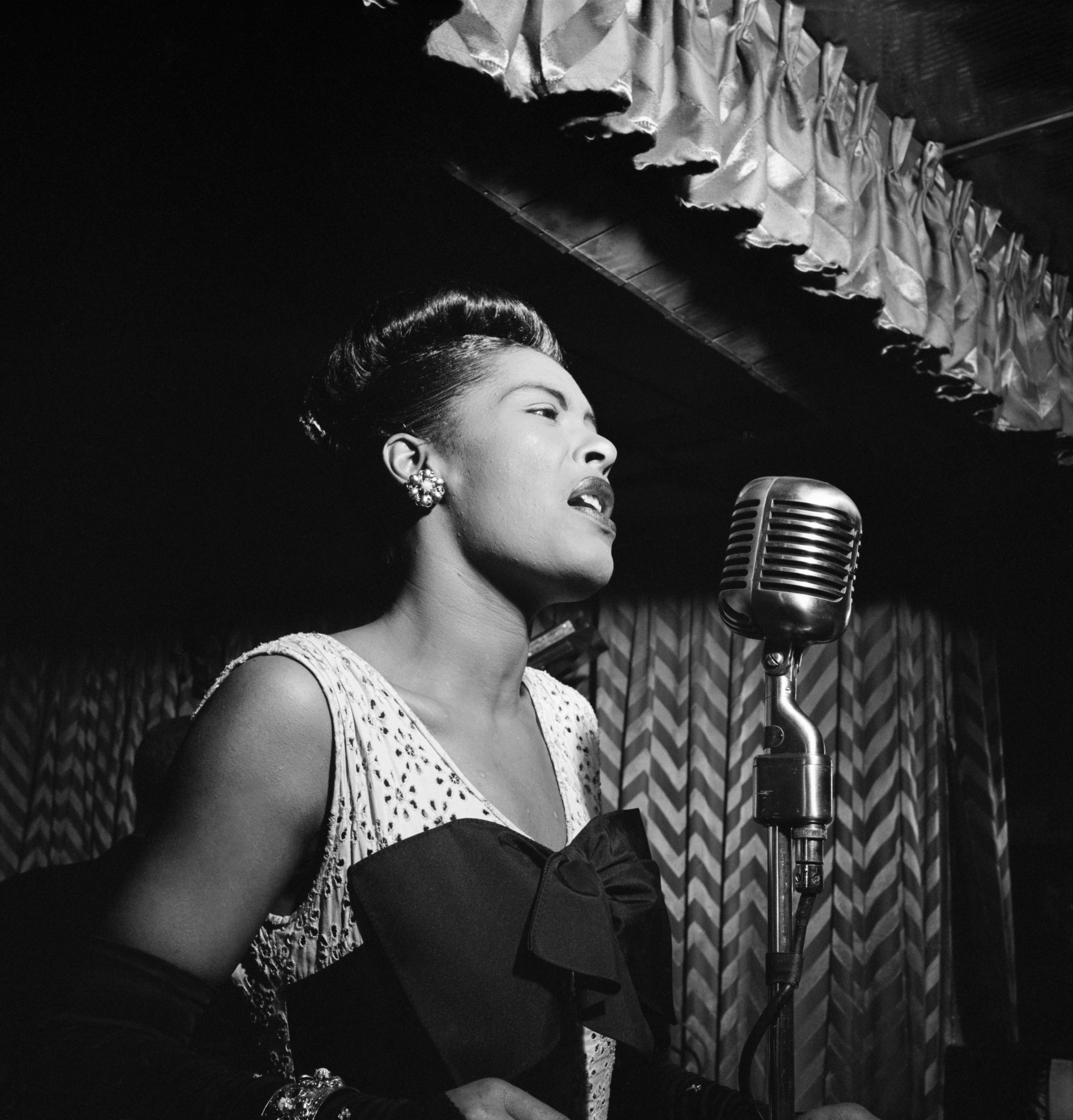
Billie Holiday, apresentando-se em fevereiro de 1947, Nova Iorque

A jovem nunca teve educação formal de música, jamais pôde estudar canto, e sendo autodidata, seu aprendizado das melodias se deu ouvindo Bessie Smith e Louis Armstrong.
Após três anos cantando neste bar do Harlem, e em outros da mesma região, atraiu a atenção do crítico de música John Hammond, que encantou-se pela voz potente da jovem, achando um desperdício uma mulher talentosa estar cantando informalmente na noite. Ele, frequentador assíduo do bar, começou a pagar mais para ela cantar as músicas que ele escolhia. Iniciaram uma amizade, e posteriormente um caso amoroso passageiro. John, então, a levou a um estúdio, onde Billie, nome que já se apresentava espontaneamente, gravou seu primeiro disco, com a big band de Benny Goodman. Era o real início de sua carreira, em 1933, sendo um grandioso sucesso de vendas o seu primeiro disco, o que a possibilitou comprar um apartamento, deixando definitivamente a vida como garota de programa e cantora informal. Passou a ganhar altos cachês para cantar em diversas casas noturnas conceituadas de Nova York.
Cantou com as big bands de Artie Shaw e Count Basie. E foi uma das primeiras negras a cantar com uma banda de brancos, em uma época de segregação racial nos Estados Unidos (anos 1930). Consagrou-se apresentando-se com as orquestras de Duke Ellington, Teddy Wilson, Count Basie e Artie Shaw, e ao lado de Louis Armstrong.
Billie Holiday foi uma das mais comoventes cantoras de jazz de sua época. Com uma voz etérea, flexível e levemente rouca, sua dicção, seu fraseado, a sensualidade à flor da voz, expressando incrível profundidade de emoção, a aproximaram do estilo de Lester Young, com quem, em quatro anos, gravou cerca de cinquenta canções, repletas de swing e cumplicidade. Lester Young foi quem lhe apelidou de "Lady Day".
A partir de 1940, apesar do sucesso, Billie Holiday, que enfrentava uma profunda depressão desde a infância, sucumbiu ao alcoolismo e ao vício em cigarros, cannabis e heroína, a qual injetava. Nesta época, devido a seus relacionamentos amorosos não darem certo, pois sempre terminavam com traições e agressões, passou por diversas tentativas de suicídio, e, por mais que amasse cantar, passou a ter vontade de abandonar a carreira artística, por não suportar mais ser famosa, e ter toda sua vida exposta. Todo seu peso emocional se refletia em sua voz grave e emotiva, fazendo cada vez mais sucesso, com shows em diversos países. Em 1947 foi presa por porte acima do permitido de heroína, tendo ficado presa por tráfico de drogas, mas só esteve na cadeia por alguns dias, quando efetivou o pagamento da fiança.
Pouco antes de seu falecimento, Billie Holiday publicou sua autobiografia em 1956, Lady Sings the Blues, a partir da qual foi feito um filme, em 1972, tendo Diana Ross no papel principal.

## Vida pessoal

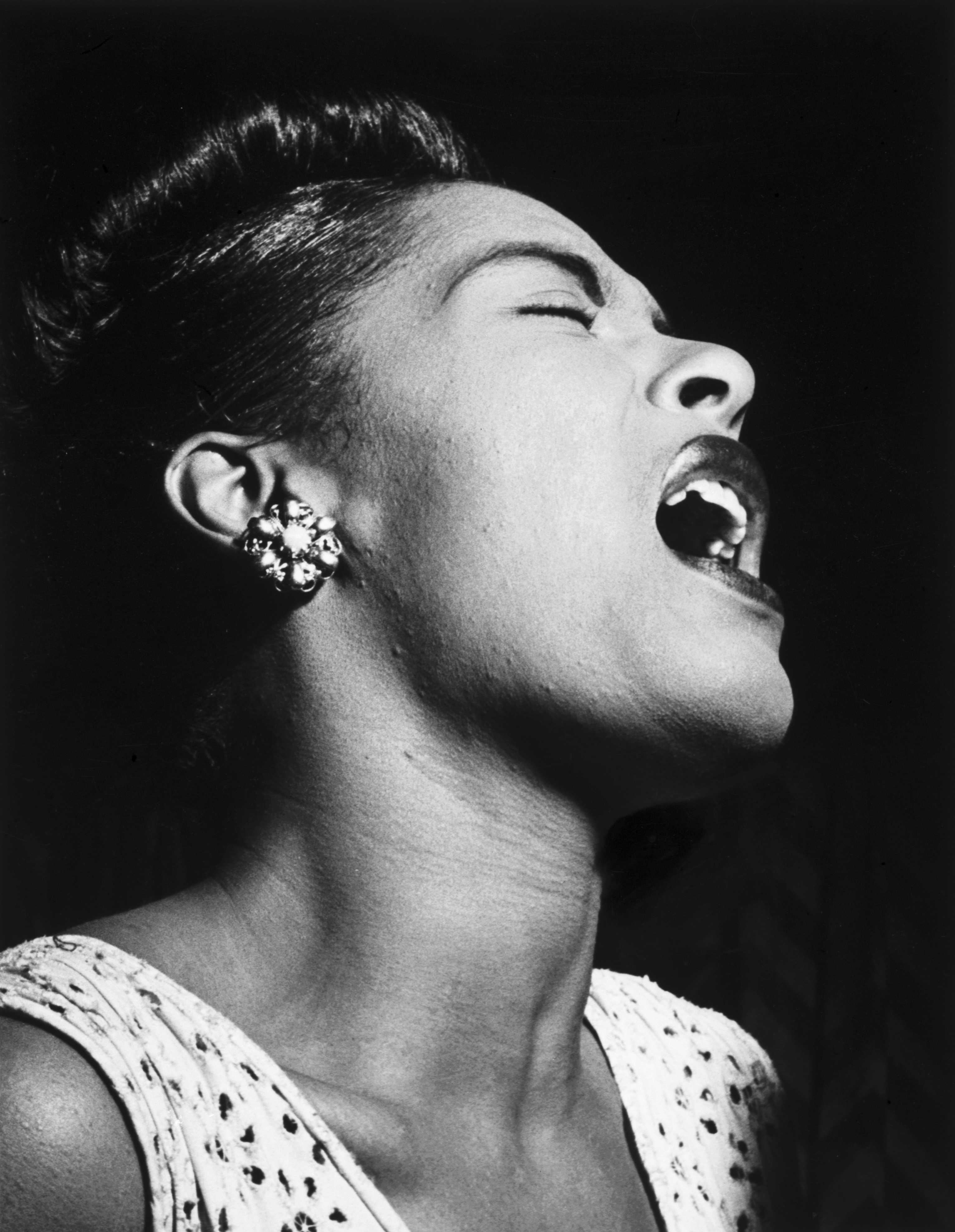

Billie foi casada por três vezes: De 1941 a 1947 com Jimmy Monroe, de 1951 a 1957 com Joe Guy e de 1957 a 1959 com Louis McKay. Todos estes homens trabalhavam com a música, e também eram usuários de drogas. Billie terminou seus três casamentos por motivos idênticos, devido as constantes humilhações, traições e as agressões que sofria, em grande parte causados pelos ciúmes excessivos que sentiam de Billie, onde também havia tentativas de controle sobre seu dinheiro e sua vida profissional, o que a deixava muito mal. Apesar de ter tentado engravidar e feito diversos tratamentos, não conseguiu êxito, o que lhe causou muita frustração, culpa e agravamento de sua depressão.

## Morte
No início de 1959, Billie descobriu possuir cirrose hepática, em decorrência do excesso de álcool. O médico disse-lhe para parar de beber, e a artista iniciou um tratamento psicoterapêutico para melhorar, o que fez por pouco tempo, logo voltando aos seus vícios, e os intensificando. Em maio, devido ao seu estado depressivo e ao avanço da cirrose, havia perdido mais de dez quilos. Seus amigos Leonard Feather, Joe Glaser e Allan Morrison tentaram levá-la para um hospital, mas ela recusou-se.
Em 31 de maio de 1959, Billie foi internada no Hospital Metropolitano, em Nova Iorque, com agravamento de sua cirrose hepática, também tendo sido diagnosticada com insuficiência cardíaca e edema pulmonar. Recebeu voz de prisão por posse de heroína e cannabis enquanto estava no hospital, ao ser descoberto grande quantidade desses entorpecentes escondidos numa peça de roupa, sendo autuada por tráfico. Teve seu quarto invadido por policiais, que ficaram de guarda na porta do quarto onde estava internada. Billie Holiday permaneceu sob guarda da polícia até receber alta, onde seria encaminhada ao presídio, o que não aconteceu, pois faleceu de edema pulmonar, cirrose hepática e insuficiência cardíaca, em 17 de julho de 1959.
Nos últimos anos de vida, havia sido progressivamente enganada nos seus ganhos, tendo sido roubada por sócios e empresários. A cantora também dilapidou seu patrimônio financeiro com o consumo desenfreado de álcool e drogas. Faleceu com 70 centavos de dólar no banco, e 750 dólares, pagos por um tabloide, por um artigo sobre sua pessoa. Sua cerimônia fúnebre, que foi paga por seus amigos, foi realizada na Igreja de São Paulo Apóstolo, em Nova Iorque.
Gilbert Millstein, do jornal The New York Times, que tinha sido o narrador dos shows de Billie Holiday no Carnegie Hall, em 1956, e escrito parte da contracapa do álbum O Essencial de Billie Holiday, descreveu a morte dela na contracapa do mesmo álbum, relançado em 1961:
"Billie Holiday morreu no Hospital Metropolitano, em Nova York, na sexta-feira, 17 de julho de 1959, na cama em que havia sido presa pouco mais de um mês antes, já mortalmente doente, por posse ilegal de narcóticos; no quarto de onde um policial havia se retirado - por ordem judicial - apenas algumas horas antes de sua morte, que, como sua vida, foi desordenada e lamentável. Havia sido belíssima, mas desgastou-se fisicamente a uma reduzida e grotesca caricatura de si mesma. Os vermes de todos os tipos de excesso - drogas eram apenas um - tinham-na devorado... A probabilidade existe de que - entre os últimos pensamentos desta mulher cínica, sentimental, profana, generosa e muito talentosa de 44 anos - estava a crença de que seria acusada na manhã seguinte. Ela teria sido, eventualmente, embora talvez não tão rapidamente. Em qualquer caso, ela retirou-se, finalmente, da jurisdição de qualquer tribunal terreno."
Encontra-se sepultada no Saint Raymonds Cemetery New, Bronx, Nova Iorque nos Estados Unidos.

## Músicas de sua autoria
- "Billie's Blues" (1936)
- "Don't Explain" (1944)
- "Everything Happens For The Best" (1939)
- "Fine and Mellow" (1939)
- "God Bless the Child" (1941)
- "Lady Sings the Blues" (1956)
- "Long Gone Blues" (1939)
- "Now or Never"(1949)
- "Our Love Is Different" (1939)
- "Stormy Blues" (1954)
- Interpretou "Strange Fruit"
- Gloomy Sunday